# 卡普斯廷齊 (波里斯皮爾區)
50°4′22″N 31°52′38″E / 50.07278°N 31.87722°E
卡普斯廷齊（羅馬化：Kapustyntsi）是位於烏克蘭北部的村莊，由基辅州鲍里斯皮尔区的亞霍滕市鎮負責管轄。該村始建於1650年，面積60平方公里，2001年人口914，人口密度每平方公里152.3人。